# Słownik języka polskiego (Witold Doroszewski)

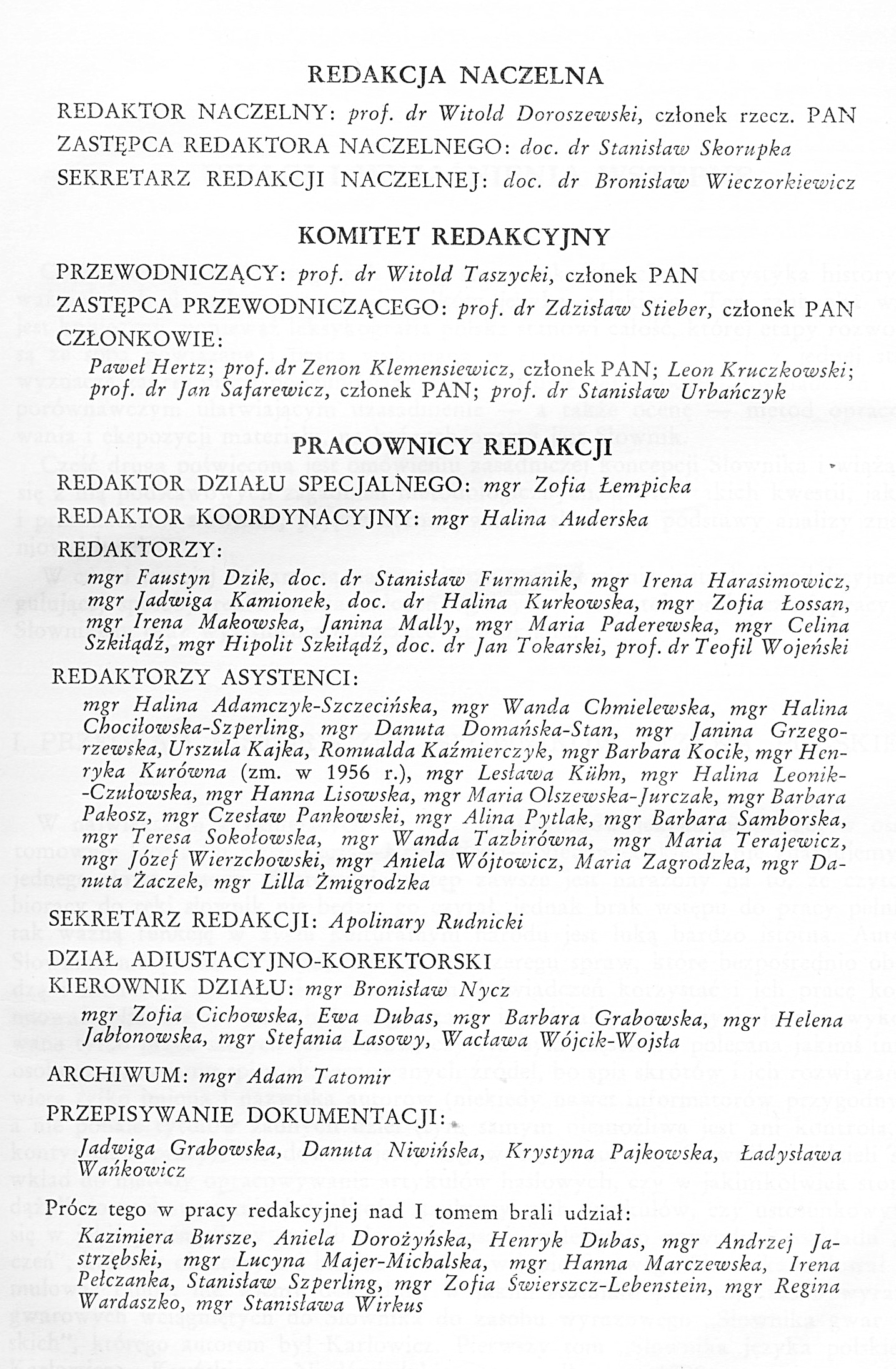
Strona informacyjna (Nr V) "Słownika" (tom.1, Warszawa 1958)

Słownik języka polskiego pod redakcją W. Doroszewskiego, wydany w latach 1958–1969 jako Słownik języka polskiego PAN, oznaczany skrótem SJPD – został opracowany i opublikowany przez grupę leksykografów pod przewodnictwem Witolda Doroszewskiego. W wydaniu z 1996 r. słownik obejmował 125 632 hasła, był zatem jednym z największych słowników języka polskiego wydanych w XX w.

## Historia
Komitet redakcyjny słownika został powołany przez Komitet do spraw Kultury przy Radzie Ministrów. Prace nad słownikiem rozpoczęto w roku 1950. Początkowo słownik nosił nazwę „Słownik współczesnego języka polskiego” i pod taką nazwą ukazał się pierwszy tom, jednak po zgłoszonych uwagach, a także ingerencjach natury ideologiczno-politycznej ustalono, że słownik będzie obejmował polszczyznę od XVIII wieku. Wybór tej cezury był spowodowany konstatacją, że w epoce oświecenia dokonał się przełom w dziejach i umysłowości Polski i Polaków. Podczas pracy nad słownikiem korzystano z kartoteki cytatów liczącej ok. 7 milionów kart.
Piotr Żmigrodzki wskazuje na to, że słownik Doroszewskiego w dużym stopniu czerpał ze Słownika warszawskiego (1900-1927). Przejęto z niego pewną liczbę haseł oraz definicji, często nie podając żadnych  cytatów.
Słownik wydany był w 11 tomach (dziesięć plus suplement) w okresie od 1958 do 1969. Pierwsze tomy wydane zostały przez wydawnictwo Wiedza Powszechna. Ponieważ cieszył się niewielkim zainteresowaniem, zmieniono wydawnictwo na Państwowe Wydawnictwo Naukowe. Słownik języka polskiego PAN pod red. W. Doroszewskiego został przedrukowany przez PWN w 1997 roku. Wydawnictwo sprzedawało poszczególne tomy drogą subskrypcji, a nakład wyniósł ok. 26 tys. egzemplarzy, przy czym nakład poszczególnych tomów był różny i osiągał nawet 30 tys. egz. – liczba mniejsza niż liczba bibliotek w tamtym czasie. Cena pojedynczego tomu była wysoka i wynosiła ok. 200 zł za egzemplarz. Na podstawie tego słownika przygotowano również krótsze wydania trzytomowe i jednotomowe, w tym Mały słownik języka polskiego S. Skorupki, H. Auderskiej i Z. Łempickiej.
Prace nad słownikiem kontrolowała cenzura. Jej ingerencje dotyczyły nie tyle definicji, ile użytych cytatów lub zastrzeżeń co do źródeł, z których cytaty pochodziły, oraz ich autorów. Słownikowi zarzucano m.in. klerykalizm i antyradzieckość. W niektórych przypadkach kolegium redakcyjne, a zwłaszcza jego naczelny, musieli odwoływać się do Komitetu Centralnego Polskiej Zjednoczonej Partii Robotniczej. Usunięto m.in. cytaty z Jerzego Andrzejewskiego, Pawła Jasienicy i Czesława Miłosza. Wskutek autocenzury pominięto negatywnie zabarwione, potoczne znaczenie słowa bolszewik.
W 1973 r. do słownika wydano indeks a tergo, opracowany przez kilkuosobowy zespół wyłoniony z Redakcji Słowników Języka Polskiego PWN. Indeks został zdigitalizowany i wprowadzony do sieci.

## Koncepcja leksykologiczna
Słownik opierał się na zasadach behawioryzmu, racjonalizmu, scjentyzmu, encyklopedyzmu, perswazyjności i normatywizmu. W założeniach słownik miał kształtować zachowania użytkowników; Doroszewski twierdził, że „analiza znaczeń wyrazu to analiza możliwych sposobów działania za jego pomocą”. Słownik w założeniu miał opierać się na naukowym poglądzie na świat, co wiązało się również z podejściem pedagogicznym. Metoda encyklopedyczna polegała na tym, że definicja z założenia nie była samym opisem znaczenia wyrazu, a desygnatu, czyli rzeczywistości pozajęzykowej. Doroszewski wyszedł również z założenia, że słownik powinien wpływać na zachowania językowe przez odpowiednią selekcję haseł, jakie umieści w słowniku.
Wprowadzenie tych założeń w życie wiązało się z odpowiednimi możliwościami organizacyjnymi i finansowymi. Do lat 80. była to metodologia dominująca, a nawet, według niektórych źródeł, wyłączna. Pozytywem był system informacji fleksyjnej, który zastosowano po raz pierwszy, a także podział na grupy pod względem deklinacji i koniugacji.
Słownikowi zarzucano, że w porównaniu z poprzednim słownikiem języka polskiego zawierał tylko 7% nowego słownictwa. Zarzuca się również brak pracy nad tomami uzupełniającymi. Krytykowano także mało intuicyjny i obarczony licznymi błędami opis fleksji wyrazów.

## Zakres informacji o haśle
Hasła w słowniku Doroszewskiego składają się z następujących elementów:
- wyraz hasłowy,
- informacje gramatyczne, w tym fleksyjne, opracowane przez Jana Tokarskiego,
- kwalifikatory,
- definicja,
- przykłady użycia, będące cytatami ze źródeł; użyto ok. 3000 źródeł drukowanych[5],
- użycie przenośne,
- frazeologia, w tym przysłowia,
- skrócona etymologia,
- informacje o występowaniu słowa we wcześniejszych słownikach.

## Współautorzy
Do zespołu redaktorow prowadzących pracę nad słownikiem oprócz Witolda Doroszewskiego - według danych zawartych w pierwszym tomie "Słownika" - należeli (z wyjątkiem redaktorów asystentów):
- Stanisław Skorupka (zastępca redaktora naczelnego),
- Bronisław Wieczorkiewicz (sekretarz redakcji naczelnej),
- Witold Taszycki (przewodniczący komitetu redakcyjnego),
- Zdzisław Stieber (zastępca przewodniczącego komitetu redakcyjnego),
- Paweł Hertz (członek komitetu redakcyjnego),
- Zenon Klemensiewicz (członek komitetu redakcyjnego),
- Leon Kruczkowski (członek komitetu redakcyjnego),
- Jan Safarewicz (członek komitetu redakcyjnego),
- Stanisław Urbańczyk (członek komitetu redakcyjnego),
- Zofia Łempicka (redaktor działu specjalnego),
- Halina Auderska (redaktor koordynacyjny),
- Faustyn Dzik (redaktor),
- Stanisław Furmanik (redaktor),
- Irena Harasimowicz (redaktor),
- Jadwiga Kamionek (redaktor),
- Halina Kurkowska (redaktor),
- Zofia Łossan (redaktor),
- Irena Makowska (redaktor).
- Janina Mally (redaktor),
- Maria Paderewska (redaktor),
- Celina Szkiłłądź (redaktor),
- Hipolit Szkiłądź (redaktor),
- Jan Tokarski (redaktor),
- Teofil Wojeński (redaktor),
- Apolinary Rudnicki (sekretarz redakcji).